# Pincushion
Pincushion è un singolo del gruppo musicale statunitense ZZ Top, pubblicato nel 1994 ed estratto dall'album Antenna.

## Tracce
- 7"

1. Pincushion – 3:42
2. Cherry Red – 4:38

## Formazione
- Billy Gibbons – chitarra, voce
- Dusty Hill – basso, cori
- Frank Beard – batteria, cori